# Flowers (The Rolling Stones-album)
A Flowers a The Rolling Stones együttes, kizárólag az USA-ban kiadott válogatásalbuma, amely 1967. július 3-án jelent meg. A dalok korábban már kislemezen is megjelentek, vagy az Aftermath és a Between the Buttons amerikai kiadásáról származnak, de régi stúdiófelvételek és új dalok is vannak közöttük.
A címet az album borítója ihlette: a tagok portréi alatt virágszár van. Bill Wyman szerint Mick Jagger és Keith Richards szándékosan  terveztette úgy a képet, hogy a Brian Jones alatti száron ne legyen levél; ezt csak viccnek szánták. Később azt mondta: „Nem vettem a lapot.”
A Flowers 1967 végén a 3. helyet érte el, végül pedig aranylemez lett.

## Az album dalai
Minden dalt Mick Jagger és Keith Richards írt, kivéve, ahol jelölve van.
1. Ruby Tuesday – 3:17
  - Az Egyesült Királyságban kislemezen, az USA-ban a Between the Buttons című albumon jelent meg.
2. Have You Seen Your Mother, Baby, Standing in the Shadow? – 2:34
3. 1966 szeptemberében kislemezen jelent meg.
4. Let's Spend the Night Together – 3:36
5. Az Egyesült Királyságban kislemezen, az USA-ban a Between the Buttons című albumon jelent meg.
6. Lady Jane – 3:08
  - 1966-ban, az Aftermath című albumon jelent meg.
7. "Out of Time – 3:41
  - Az Aftermath brit kiadásán a dal két perccel hosszabb változata szerepelt.
8. My Girl – 2:38 (Smokey Robinson – Ronald White)
9. Back Street Girl – 3:26
10. Please Go Home – 3:17
  - A 9. és 10. dal a Between the Buttons brit kiadásán jelent meg.
11. Mother's Little Helper – 2:46
12. Take It or Leave It – 2:46
  - A 11. és 12. dal az Aftermath brit kiadásán jelent meg.
13. Ride On, Baby – 2:52
14. Sittin' on a Fence – 3:03